# Нахор (сын Фарры)
Нахор (ивр. נָחוֹר‎) — сын Фарры, брат Авраама, Арана и Сарры. Внук своего тёзки Нахора — сына Серуха.

## История жизни
Его отец Фарра взял Аврама, Лота и Сару и пошёл в Ханаан. Однако в Библии нет свидетельств, что Нахор пошёл с ним. Возможно, что он переехал туда впоследствии, так как Харран, куда пришел Фарра с семейством, называется «городом Нахора» (Быт. 24:10).
По библейскому повествованию, внучка Нахора, Ревекка, вышла замуж за сына Авраама Исаака. Свататься Авраам отправил своего раба именно в город Нахора (Быт. 24). 

## Потомство
Книга Бытия упоминает имя жены Нахора — Милка.
Нахор имел восемь сыновей от жены Милки: Уц, Вуз, Кемуил, Кесед, Хазо, Пилдаш, Идлаф и Вафуил, отец Ревекки; и четырёх от наложницы Реумы: Тевах, Гахам, Тахаш и Маах.

## Образ в кино
Авраам: Хранитель веры (англ. Abraham; США, Италия, Великобритания, 1994), режиссёр Джозеф Сарджент — телевизионный фильм о жизни пророка Авраама. В роли Нахора — Кевин Макнелли.